# Mr. Ricco
 (octobre 2017).
Si vous disposez d'ouvrages ou d'articles de référence ou si vous connaissez des sites web de qualité traitant du thème abordé ici, merci de compléter l'article en donnant les références utiles à sa vérifiabilité et en les liant à la section « Notes et références ».
Pour plus de détails, voir Fiche technique et Distribution.
Mr. Ricco est un film américain réalisé par Paul Bogart.

## Fiche technique
- Titre : Mr. Ricco
- Réalisation : Paul Bogart
- Scénario : Robert Hoban, d'après une histoire d'Ed Harvey et Francis Kiernan
- Photographie : Frank Stanley
- Musique : Chico Hamilton
- Pays de production :  États-Unis
- Format : Couleurs - Mono
- Genre : comédie
- Date de sortie :
  - États-Unis (Las Vegas) : 28 janvier 1975
  - France : 19 septembre 1975

## Distribution
- Dean Martin (VF : Claude Giraud) : Joe Ricco
- Eugene Roche (VF : Serge Sauvion) : George Cronyn
- Thalmus Rasulala : Frankie Steele
- Denise Nicholas (VF : Thamila Mesbah) : Irene Mapes
- Cindy Williams (VF : Séverine Morisot) : Jamison
- Geraldine Brooks (VF : Marion Loran) : Katherine
- Philip Michael Thomas (VF : Mario Santini) : Purvis Mapes
- George Tyne (VF : Jacques Thébault) : le lieutenant Barrett
- Robert Sampson (VF : Joël Martineau) : Justin
- Michael Gregory (VF : Michel Paulin) : Tanner
- Joseph Hacker (VF : Jean-Pierre Moulin) : Markham
- Frank Puglia (VF : René Bériard) : l'oncle Enzo
- Ella Edwards (VF : Maïk Darah) : Sally
- Nora Marlowe (VF : Paula Dehelly) : Mme Callahan
- John Quade (VF : Marc de Georgi) : Arkansas
- Jay Fletcher (VF : Sady Rebbot) : le lieutenant Harmon Jackson
- Daniel Keough (VF : Jacques Bernard) : le médecin
- H.B. Barnum III (VF : Jackie Berger) : Luther
- Dennis Lee Smith (VF : Vincent Violette) : le sergent Hanley
- David Buchanan (VF : Richard Darbois) : le sergent Thompson
- Al Rossi (VF : Mario Santini) : le pêcheur qui salue Ricco (non-crédité)